# Tiffert N'Aït Hamza (kommun)
Tiffert N Ait Hamza (franska: Tiffert N Ait Hamza (CR), Tiffert N Ait Hamza (Commune Rurale), arabiska: تاكلفت) är en kommun i Marocko.   Den ligger i provinsen Azilal och regionen Béni Mellal-Khénifra, i den nordöstra delen av landet, 210 km söder om huvudstaden Rabat. Antalet invånare är 3 023.